# Biramitrapur
Biramitrapur é uma cidade e um município no distrito de Sundargarh, no estado indiano de Orissa.

## Demografia
Segundo o censo de 2001, Biramitrapur tinha uma população de 29,434 habitantes. Os indivíduos do sexo masculino constituem 51% da população e os do sexo feminino 49%. Biramitrapur tem uma taxa de literacia de 63%, superior à média nacional de 59.5%; a literacia no sexo masculino é de 71% e no sexo feminino é de 55%. 13% da população está abaixo dos 6 anos de idade.